# Bakr bin Laden
Bakr bin Laden (Meca, 1946) é o presidente da Saudi Binladin Group com sede em Jeddah e o maior acionista do grupo, com uma participação de 23,58%. Foi também meio-irmão do terrorista Osama bin Laden.
Sendo o principal líder político e de negócios na capital saudita, Bakr costuma manter a discrição "Temos um prefeito e todos os tipos de pesos pesados da política. Mas o verdadeiro governante de Jeddah é Bakr bin Laden", afirma uma fonte para um artigo na revista alemã Der Spiegel.